# Lotus 107C
Der Lotus 107C war ein Formel-1-Rennwagen des britischen Rennstalls Lotus, der in der Formel-1-Saison 1994 eingesetzt wurde.

## Technische Daten
Mangelnde finanzielle Möglichkeiten waren einer der Hauptgründe dafür, dass der noch in der Entwicklung befindliche Lotus 109 zu Beginn der Formel-1-Saison 1994 nicht im Rennbetrieb eingesetzt werden konnte. Daher entschied sich die Teamführung die ersten Weltmeisterschaftsläufe mit einem nahezu unveränderten Lotus 107B zu bestreiten. Einzige Änderung war der neue Motor von einem anderen Lieferanten. Die Radaufhängungen mit Doppelquerlenkern blieb im Wesentlichen gleich.
Der nunmehr von Mugen-Honda gestellte Motor versprach zwar mehr Leistung als jener von Ford-Cosworth aus dem Vorjahr, aber die technische Entwicklung der versprochenen neuen Ausbaustufe verzögerte sich, sodass Lotus bis zum Großen Preis von Italien lediglich auf eine veraltete Motorengeneration Zugriff hatte. Doch selbst mit der neuen Ausbaustufe blieben Weltmeisterschaftspunkte aus.

## Sponsor
Hauptsponsoren des Teams waren die US-amerikanische Brauerei Miller, das Modeunternehmen Tommy Hilfiger sowie der japanische Elektronik- und Maschinenbaukonzern Hitachi. Weitere Werbeträger waren unter anderem der Baumaschinenhersteller Komatsu, der Klebemittelhersteller Loctite sowie der Pharmakonzern Shionogi.

## Saisonverlauf
Mangels Motorleistung konnten sowohl Pedro Lamy als auch Johnny Herbert keine Punkte mit einem Lotus 107C erringen. Lamy verunglückte dann bei Testfahrten in Silverstone aufgrund eines Heckflügelbruchs so schwer, dass er sich an beiden Beinen und einem Handgelenk teils komplizierte Frakturen zuzog. Der ihn ab dem Grand Prix von Spanien ersetzende Alessandro Zanardi konnte ebenfalls keine zählbaren Ergebnisse mit dem Lotus 107C einfahren.
| Fahrer               | Nr.                  | 1  | 2 | 3   | 4   | 5 | 6  | 7 | 8   | 9 | 10 | 11 | 12 | 13 | 14 | 15 | 16 | Punkte | Rang |
| -------------------- | -------------------- | -- | - | --- | --- | - | -- | - | --- | - | -- | -- | -- | -- | -- | -- | -- | ------ | ---- |
| Formel-1-Saison 1994 | Formel-1-Saison 1994 |    |   |     |     |   |    |   |     |   |    |    |    |    |    |    |    | –      | –    |
| P. Lamy              | 11                   | 10 | 8 | DNF | 11  |   |    |   |     |   |    |    |    |    |    |    |    | –      | –    |
| A. Zanardi           | 11                   |    |   |     |     | 9 | 15 |   | DNF |   |    |    |    |    |    |    |    | –      | –    |
| J. Herbert           | 12                   | 7  | 7 | 10  | DNF |   |    |   |     |   |    |    |    |    |    |    |    | –      | –    |

| Legende  | Legende            | Legende                                                          |
| Farbe    | Abkürzung          | Bedeutung                                                        |
| -------- | ------------------ | ---------------------------------------------------------------- |
| Gold     | –                  | Sieg                                                             |
| Silber   | –                  | 2. Platz                                                         |
| Bronze   | –                  | 3. Platz                                                         |
| Grün     | –                  | Platzierung in den Punkten                                       |
| Blau     | –                  | Klassifiziert außerhalb der Punkteränge                          |
| Violett  | DNF                | Rennen nicht beendet (did not finish)                            |
| Violett  | NC                 | nicht klassifiziert (not classified)                             |
| Rot      | DNQ                | nicht qualifiziert (did not qualify)                             |
| Rot      | DNPQ               | in Vorqualifikation gescheitert (did not pre-qualify)            |
| Schwarz  | DSQ                | disqualifiziert (disqualified)                                   |
| Weiß     | DNS                | nicht am Start (did not start)                                   |
| Weiß     | WD                 | zurückgezogen (withdrawn)                                        |
| Hellblau | PO                 | nur am Training teilgenommen (practiced only)                    |
| Hellblau | TD                 | Freitags-Testfahrer (test driver)                                |
| ohne     | DNP                | nicht am Training teilgenommen (did not practice)                |
| ohne     | INJ                | verletzt oder krank (injured)                                    |
| ohne     | EX                 | ausgeschlossen (excluded)                                        |
| ohne     | DNA                | nicht erschienen (did not arrive)                                |
| ohne     | C                  | Rennen abgesagt (cancelled)                                      |
| ohne     | keine WM-Teilnahme |                                                                  |
| sonstige | P/fett             | Pole-Position                                                    |
| sonstige | 1/2/3/4/5/6/7/8    | Punktplatzierung im Sprint-/Qualifikationsrennen                 |
| sonstige | SR/kursiv          | Schnellste Rennrunde                                             |
| sonstige | *                  | nicht im Ziel, aufgrund der zurückgelegten Distanz aber gewertet |
| sonstige | ()                 | Streichresultate                                                 |
| sonstige | unterstrichen      | Führender in der Gesamtwertung                                   |